# Storm Roux
Storm James Roux (Somerset West, 1993. január 13. –) dél-afrikai születésű új-zélandi válogatott labdarúgó, a Central Coast Mariners játékosa.
Bekerült a 2013-as U20-as OFC-bajnokságon, a 2013-as U20-as labdarúgó-világbajnokságon  és a 2017-es konföderációs kupán részt vevő keretbe.

## Statisztika
| Válogatott | Szezon   | Mérkőzés | Gól |
| ---------- | -------- | -------- | --- |
| Új-Zéland  | 2013     | 1        | 0   |
| Új-Zéland  | 2014     | 5        | 0   |
| Új-Zéland  | 2015     | 1        | 0   |
| Új-Zéland  | 2016     | 0        | 0   |
| Új-Zéland  | 2017     | 2        | 0   |
| Új-Zéland  | 2018     | 0        | 0   |
| Új-Zéland  | 2019     | 1        | 0   |
| Összesen   | Összesen | 10       | 0   |

## Sikerei, díjai
- Új-Zéland U20
  - U20-as OFC-bajnokság: 2013